# Zemgalsko

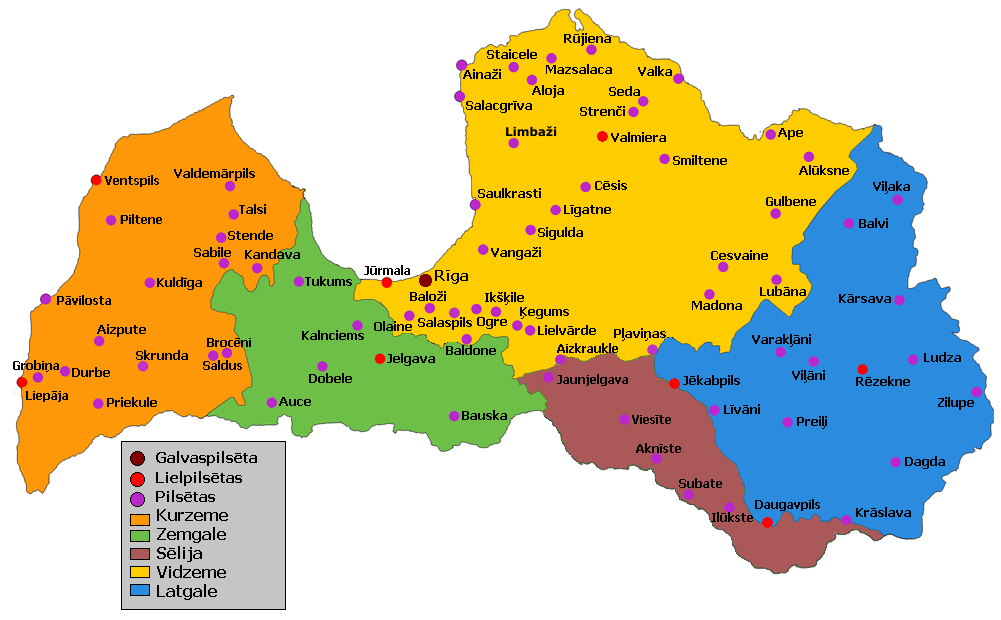
Historické země Lotyšska
Kuronsko
Latgalsko
Sélsko
Vidzemsko
Zemgalsko

Zemgalsko (lotyšsky Zemgale, německy Semgallen, polsky Semigalia, rusky Земгале) je jeden ze pěti kulturních a historických regionů Lotyšska, zmíněných i v lotyšském zákoně.
Nachází se ve střední a jižní části země, hraničí na západě s Kuronskem, na severu k němu patří krátký úsek pobřeží Rižského zálivu, na severovýchodě hraničí s Vidzeme, na východě s Latgalskem a na jihu s Litvou. Někdy bývá za součást Zemgalska pokládáno Sélsko.

## Historie
Oblast se jmenuje podle středověkého baltského kmene Zemgalů. Vládl zde Řád mečových bratří, roku 1562 vzniklo Kuronské a zemgalské vévodství, které se roku 1795 stalo součástí Ruského impéria. Po první světové válce zde bylo pod německou ochranou vytvořeno Vévodství Kuronsko a Zemgalsko, které se krátce nato připojilo k nezávislému Lotyšsku. V letech 1940–1991 bylo Zemgalsko, stejně jako zbytek Lotyšska, anektováno Sovětským svazem.
V současné Lotyšské republice už nejsou historická území samosprávnými celky ani stupni státní správy. Odráží je pouze struktura soudní moci. Sídlem Zemgalského oblastního soudu je Jelgava.

## Geografie
Největším městem Zemgalska je Jelgava, dalším významným centrem je Bauska, blízko níž se nachází zámek Rundāle, zvaný Baltské Versailles. Krajina je rovinatá, hlavním tokem je řeka Lielupe. Provozuje se intenzivní zemědělství: pěstování brambor, řepy a jablek, rozvinutá je i živočišná výroba. Na ochranu původních lesů v západní části Zemgalska byl založen přírodní park Tērvete.